# Шадов, Фридрих Вильгельм фон
Фри́дрих Вильге́льм фон Ша́дов (нем. Friedrich Wilhelm von Schadow; 6 сентября 1788, Берлин — 19 марта 1862, Дюссельдорф) — немецкий живописец, рисовальщик и педагог. Вместе с представителем назарейцев Петером фон Корнелиусом основал Дюссельдорфскую художественную школу.

## Биография
Фридрих Вильгельм Шадов — сын скульптора Иоганна Готфрида Шадова. Свои первые уроки в искусстве он получил от отца. В двадцать лет Фридрих Вильгельм поступил в берлинскую Академию искусств и обучался там у Фридриха Георга Вейча и Карла Вильгельма Ваха. В 1806 году портрет Юлии Цельтер работы Шадова был показан на крупной академической выставке. Дочь Карла Фридриха Цельтера предстала на портрете в образе святой Сесилии в стиле Джона Флаксмана. В 1806—1807 годах Шадов находился на службе в прусской армии.
Успешно окончив Академию, Фридрих Вильгельм вместе со своим братом скульптором Рудольфом Шадовом отправился в Италию. Там он познакомился с датским скульптором Бертелем Торвальдсеном, а через него вошёл в круг художников аристократического салона Каролины фон Гумбольдт. Большое впечатление на Шадова произвело творчество назарейцев: Петера фон Корнелиуса, Фридриха Овербека, Филиппа Фейта и Карла Вильгельма Ваха и в 1813 году он решил присоединиться к этой группе.
В 1814 году под влиянием Фридриха Овербека Шадов перешёл в католичество. Во время своего пребывания в Риме Шадов писал преимущественно монументальные картины на религиозные сюжеты в академическом стиле. В 1816—1818 годах вместе с Корнелиусом, Овербеком и Фейтом Шадов принимал участие в оформлении виллы Бартольди. Летом 1819 года по просьбе Карла Фридриха Шинкеля Шадов вернулся в Берлин, где получил звание доцента в Берлинской академии искусств.
В 1820 году Шадов женился на Шарлотте фон Грошке, дочери придворного врача Иоганна Готлиба фон Грошке. В браке родились дочь София (1823—1892), ставшая впоследствии известной поэтессой и переводчицей, супругой Рихарда Газенклевера, депутата рейхстага, и сын Иоганн Готфрид Рудольф фон Шадов, ставший впоследствии генерал-лейтенантом прусской армии.
В 1822—1825 годах Шадов руководил в Берлине большой мастерской, где благодаря покровительству короля обучалось много учеников. В конце 1825 года Шадов закрыл мастерскую и был назначен прусским министром по делам культов Карлом фон Штейном цум Альтенштейном директором Дюссельдорфской академии художеств, став преемником Петера фон Корнелиуса. Спустя несколько лет в Дюссельдорф прибыли самые талантливые его ученики, среди которых были Эдуард Бендеман, Кристиан Эдуард Бетхер, Теодор Гильдебрандт, Юлиус Гюбнер, Франц Иттенбах, Генрих Гофман, Карл Фридрих Лессинг и Карл Фердинанд Зон, что способствовало становлению Дюссельдорфской художественной школы.
В 1857 году накануне 69-го дня рождения Шадова разбил удар, от которого он уже не сумел полностью оправиться. Спустя два года Шадов сложил все свои полномочия и отошёл от дел.

## Галерея
- Святое семейство. 1818, Новая Пинакотека, Мюнхен.
- Портрет юной римлянки (Ангелины Магтти). 1818, Новая Пинакотека, Мюнхен.
- Мария Потоцкая, урождённая Ржевуская, в одеянии эпохи ренессанса. 1820-е, Национальный музей (Варшава).
- Венцеслав и Константин Потоцкие, сыновья Марии Потоцкой (Ржевуской) и Ярослава Потоцкого. 1820, Национальный музей (Варшава).
- Муза трагедии (рисунок). После 1802, музей Кунстпаласт, Дюссельдорф.
- Двойной портрет принца Фридриха Прусского и принца Вильгельма Сольмс-Браунфельского в кирасирской форме. 1830, музей Кунстпаласт, Дюссельдорф.
- Миньона. 1828, Музей изобразительных искусств (Лейпциг).
- Памятник Фридриху Вильгельму фон Шадову в Дюссельдорфе. 1869, скульптор Август Виттиг. Памятник сохранился[5].